# Santa Luzia do Paruá
Santa Luzia do Paruá là một đô thị thuộc bang Maranhão, Brasil. Đô thị này có diện tích 904,946 km², dân số năm 2007 là 19699 người, mật độ 21,77 người/km².